# Le Papyrus de Kom Ombo
Le Papyrus de Kom Ombo est une bande dessinée réalisée par Frank Giroud (scénario) et Michel Faure (dessinateur), appartenant à la série Le Décalogue, et éditée en 2003 par Glénat.
C'est le neuvième tome de la série.

## Synopsis
Cet album est la suite de Nahik. Il éclaire le lecteur sur la démence et les cauchemars d'Eugène Nadal, dont s'inspirera son frère Hector pour écrire Nahik. C'est la première fois qu'apparaît la fameuse omoplate, uniquement connue jusqu'alors par l'aquarelle de Desnouettes la représentant.
Égypte, août 1798, les troupes françaises du général Bonaparte occupent le pays. Tandis que les savants qui accompagnent l'expédition d'Égypte étudient l'histoire ancienne, Fernand Desnouette, archéologue et peintre de talent, est à la recherche d'un sanctuaire « beaucoup plus récent ... et beaucoup plus mystérieux ». Un site perdu dans le désert nubien, près de Kôm Ombo, serait depuis le VIIe siècle le refuge d'une secte dérivée de l'Islam.
Au Caire, il fait la connaissance du capitaine Eugène Nadal qui va l'escorter avec ses hussards dans cette dangereuse expédition.
C'est pourchassés par les mamelouks, qu'Eugène et Fernand découvrent par hasard l'entrée du labyrinthe de Thôt. Ils sont recueillis et soignés par une mystérieuse communauté : les vrais croyants. Ceux-ci descendent de musulmans pourchassés après la mort de Mahomet à cause de leurs croyances contraires au dogme, et réfugiés dans ce sanctuaire caché. Leur foi se fonde sur un décalogue calligraphié sur une omoplate de dromadaire, qu'ils tiennent pour la dernière sourate de Mahomet, mais dont les commandements n'ont pas été retenus par les successeurs du Prophète.
Contre l'avis de Fernand, Eugène décide de divulguer les commandements cachés afin de jeter le trouble dans le monde musulman et de favoriser ainsi les visées militaires et politiques de la France. Les évènements dramatiques qui s'ensuivront causeront la mort de Fernand et la démence d'Eugène.
Comme les autres volumes, "Le Papyrus de Kom Ombo" peut se lire comme un one shot mais prend sa place dans la continuité du "Décalogue".

## Les Personnages
- Eugène Nadal : capitaine au 22e régiment de chasseurs à cheval, héros de la bataille de Lonato. Il se voit confier la mission d'escorter Fernand Desnouettes dans sa recherche du sanctuaire des vrais croyants. Sa décision de quitter Kôm Ombo avec le décalogue, après avoir tué Fernand qui s'opposait à lui, est lourde de conséquences. De son affrontement avec Nabila nait un sentiment trouble. Responsable indirectement de la mort de la jeune femme, gravement défiguré par un hussard français, il sombre dans la démence.
- Fernand Desnouettes : membre du muséum, peintre, archéologue et passionné de culture arabe. Il découvre dans le labyrinthe de Thôt une ancienne nécropole du premier empire égyptien. Afin de préserver la sécurité de ses habitants, il cherche à empêcher Eugène de quitter la cité et perd ainsi la vie.
- Abdul: guide qui accompagne l'expédition de Desnouettes.  Il sera tué par les Mameluks avant de pénétrer dans le labyrinthe de Thôt.
- Nabila : elle dirige la communauté des vrais croyants. Elle est veuve depuis douze ans et une fille Smina. Après le départ d'Eugène, elle le poursuit et le rattrape mais échoue à le tuer. Après une nuit d'amour, elle se laisse convaincre par Eugène et le suit au Caire pour rendre public le décalogue. Mais une révolte contre les français a éclaté et la jeune femme est écœurée par tant de sang et de morts. Elle est tuée lors d'une contre-attaque de la cavalerie.
- Smina: fille de Nabila. Elle a 16 ans.  C'est elle qui a soigné le Cpt Nadal.  Elle prise en otage par Nadal pour fuir le labyrinthe de Thôt.

## Itinéraire du Nahik, du manuscrit et des aquarelles
Au début et à la fin de ce tome, en lieu et place du dessin de l'omoplate, figure un arbre permettant de comprendre l'itinéraire du Nahik: il précise quelles sont les différentes personnes qui ont un jour possédé les aquarelles de Desnouettes, ainsi que le brouillon, le manuscrit et le livre publiable de Nahik. 
L'arbre fait également office d'arbre généalogique partiel de la famille des Nadal, mais y sont mentionnées les personnes hors de cette famille ayant déjà possédé le livre. Enfin, à côté du nom des personnages de la série, est aussi mentionné les tomes dans lesquels ils apparaissent. Le dessin permet au lecteur d'établir les liens entre les différents personnages, ainsi que de suivre la transmission des différents documents, pour une meilleure compréhension de la série.

## Analyse de l'épisode
(décembre 2020).
- Si vous ne connaissez pas le sujet, laissez ce bandeau (vous pouvez alors contacter les auteurs).
- Si vous supprimez le contenu mis en cause (vous pouvez préalablement contacter les auteurs),

argumentez précisément cette suppression dans la page de discussion
(un manque de référence n'est pas un argument ; une recherche réelle de référence doit avoir été effectuée, être formellement documentée).

### 10 Commandements de la dernière Sourate
La série "Le Décalogue" est basée sur les 10 commandements qui formeraient la dernière Sourate du prophète Mahomet . Ils furent inscrits sur l'omoplate d'un chameau. Chaque épisode met en lumière un commandement:
"Tu ne convoiteras pas le bien d'autrui."
Tandis que le pacifique Desnouettes ne pense qu'à préserver la sécurité de ceux qui les ont accueillis et sauvés, Nadal imagine le parti qu'il peut tirer de leur découverte. Il voit en effet dans le décalogue un moyen d'ébranler l'unité des musulmans et de permettre à la France de conquérir l'Orient. Dès lors, il est prêt à tout pour parvenir à ses fins : « Notre pays est en guerre ! Et cette guerre, il nous faut la gagner ! Quels que soient les moyens ! ». En contradiction avec le neuvième commandement de la sourate « Tu ne convoiteras pas le bien d'autrui », Eugène s'empare de l'omoplate qui, entre ses mains, devient une arme qu'il utilise contre Fernand.

### Le Cauchemar

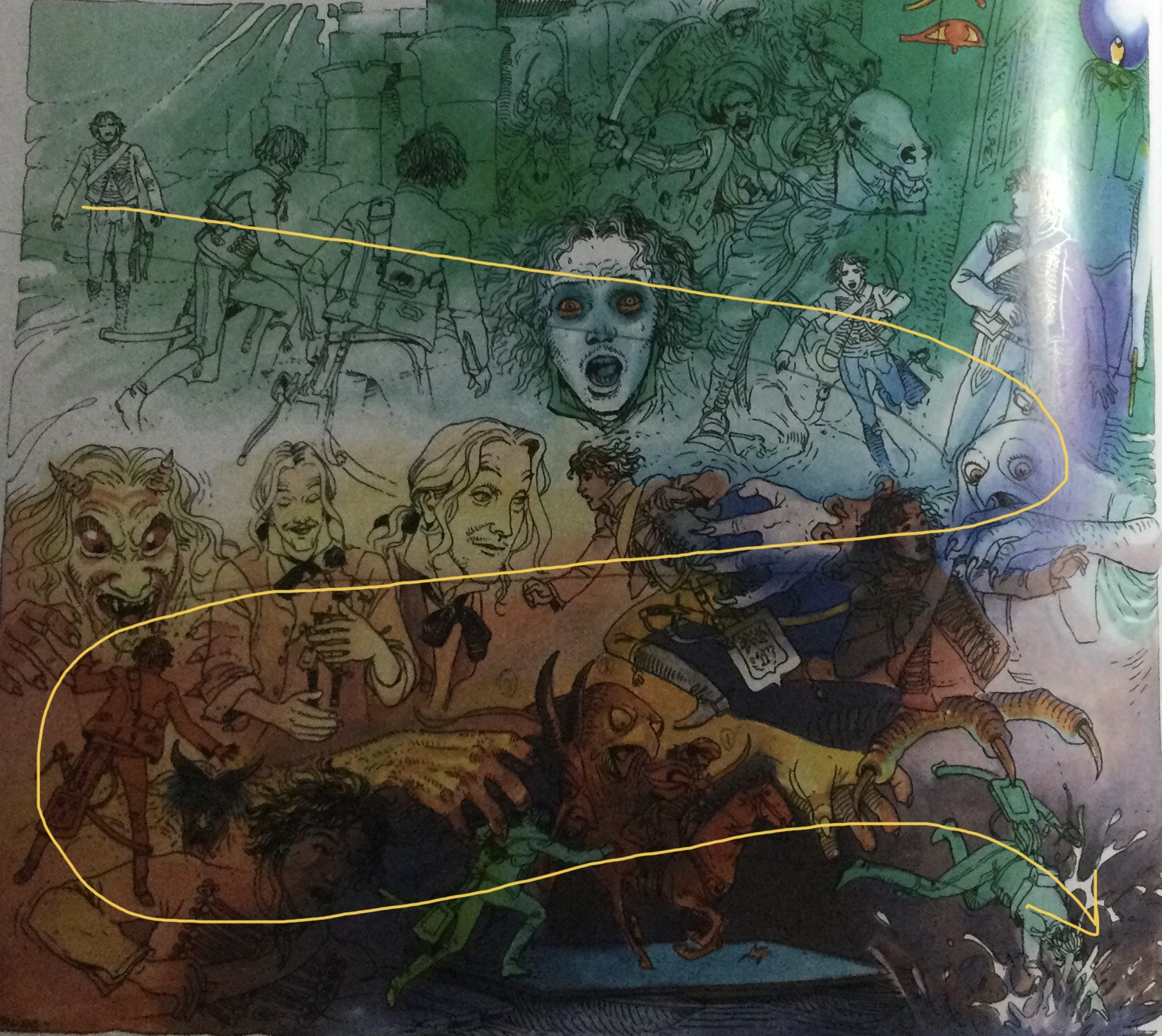
Rêve du Cpt Nadal lorsqu'il perd conscience

À la page 22, on a une grande image qui prend les 2/3 de la planche.  Il y a un fil conducteur qui se lit de la manière suivante.
Le capitaine Nadal marche seul dans des ruines avec pour seule arme son épée, lorsque soudain il se fait poursuivre par les Mameluks (1re peur: peur de l'ennemi).  Il se réfugie dans un temple, lorsque Horus le poursuit également (2e peur:  peur de la mythologie égyptienne).  En chemin, il rencontre son ami Desnouettes qui le prend dans ses mains comme une poupée et qui se transforme en Satan (3e peur:  peur de l'homosexualité).  Il arrive à nouveau à fuir.  Ses trois peurs sont derrière lui.  il essaye à nouveau de prendre le bac pour traverser le Nil, pour survivre, il doit se jeter à l'eau. 
Nadal aura une deuxième crise de cauchemar.  À la page 37, il rêve que son compagnon de voyage Desnouettes qu’il a assassiné pour la cause militaire, le tue violemment comme il l’a fait lui-même.  Il sera réveillé par Smina. 

### Homosexualité
Sans le mentionner, on devine que Desnouettes est attiré par Nadal (pages 7 à 9). À la page 15, Desnouettes dira qu'il tient autant à sa boite de peinture qu'à Nadal.
Dans la page 22, Nadal fait un cauchemar. Il rêve qu'il est impuissant dans les mains de son ami Desnouettes.  Est-ce une réaction de rejet à l'homosexualité ? Question laissée sans réponse. 
À la page 30, il surprend Nabila qui regarde discrètement Nadal nu dans la rivière.  Desnouettes dira : le Cpt. Nadal produit cet effet sur tout le monde, ... sans exception (voulant dire : lui-même).

### Psychologie de Nadal
À la page 30, Nabula décrit le comportement de Nadal et Desnouettes.
Elle décrit Nadal comme étant un être violent, fier de lui, manque d'empathie. 
la violence se manifeste à plusieurs moments, dont lorsqu’il tue Desnouettes à coup d’omoplate (p35),lorsqu’il prend Smina comme otage pour fuir (p35), lorsqu’il viole Nabila (p 42).  Lors de la révolte du Caire (pg 52) lorsqu'il défie ses hussards, et sur le bateau le ramenant en France où il s'en prend violemment à un scientifique.

### Lien avec les autres épisodes
Cet album est la suite de Nahik. Il éclaire le lecteur sur la démence et les cauchemars d'Eugène Nadal, dont s'inspirera son frère Hector pour écrire Nahik. C'est la première fois qu'apparaît la fameuse omoplate, uniquement connue jusqu'alors par l'aquarelle de Desnouettes la représentant.

### Interprétation du titre de l'épisode
Le papyrus de Kom-Ombo était le titre que Hector Nadal, plumitif et frère (voir tome VIII) avait choisi pour narrer l'histoire de son frère.  Sa sœur Ninon choisira le titre Nahik.  Sans doute faut-il prendre le choix du titre dans le sens de la genèse du Nahik.
Ou bien, il y a une autre explication.  À la page 26, Desnouettes dit à Nadal que l'ossuaire contenant la fameuse omoplate de dromadaire est accompagnée d'un papyrus expliquant l'histoire de la dite omoplate. 

### Image couverture
La page couverture nous rappelle le principal protagoniste:  Nadal. 
L’image montre la sabretache et le sabre du capitaine Nadal qui pendent sur le dossier une chaise.  Peut-être symbolisent-ils la fin glorieuse de la carrière militaire de Nadal à cause de la mystérieuse omoplate du Prophète.
En bas l'image, on distingue une partie des aquarelles de Desnouettes. 

### Barrière linguistique
Arrivés au sanctuaire de vrais croyants (p24) vers octobre 1798, Nadal et Desnouettes  s'adressent avec aisance à cette communauté retranchée qui ne parle que l'arabe originelle du Coran (p 25). A la page 30, Desnouettes a une discussion profonde sur les sentiments avec Nabila.
Par la suite (p 37 à la fin), Nadal semble très bien manipuler la langue du prophète: lors de sa fuite avec Smina, sa discussion avec les pêcheurs de Haladjar, les citadins du Caire, ....
La campagne d'Égypte a débuté seulement depuis juin 1798. À la page 8, on voit avec difficulté Nadal parlé arabe avec beaucoup de difficulté (p 8).

## Synoptique de l'épisode
| chapitre | Titre                   | Date                 | Résumé | pg |
| -------- | ----------------------- | -------------------- | --- | -- |
| Prologue | La rencontre            | Août 1798            | Le peintre Desnouettes fait connaissance du Capitaine Nadal. | 1  |
| 1        | Le voyage               | début septembre 1798 | Une escorte commandée par le Capitaine Nadal part avec Desnouettes pour découvrir le labyrinthe de Thôt. Ils passent par le site archéologique de Karnak. | 6  |
| 2        | L'attaque des Mameluks  | -                    | Proche du site du Thôt, ils se font attaquer par une troupe de Mameluks. Ils trouvent refuge dans les ruines de Thôt où ils se font assiéger. La nuit, le Capitaine Nadal décide d'envoyer un petit groupe pour aller chercher des secours à Louxor. Desnouettes en fait partie. | 11 |
| 3        | La poursuite            | -                    | le petit groupe arrive tant bien que mal à s'échapper. Mais très vite, ils se font rattraper par les Mamelouks en traversant le Nil à la hauteur de El Walid. Le capitaine Nadal est blessé par une balle. Le groupe trouve refuge dans un moulin à vent. Le lendemain, ils sont à nouveau encerclés par leurs poursuivants. Ils fuient à nouveau vers une formation de rocheuse, le Labyrinthe de THôt pour trouver refuge. Durant la cavale Abdul, le guide, est tué, Nadal tombe de cheval et il est inconscient. | 16 |
| 4        | Les houris              | -                    | À la suite d'un cauchemar (voir peinture ci-dessous), le Cpt Nadal se réveille dans la cité du labyrinthe de Thôt. Il y découvre une cité troglodyte nichée dans une luxuriante oasis. Ils sont dans le sanctuaire des vrais croyants. Desnouettes présente au Cpt Nadal un ossuaire contenant la fameuse omoplate de dromadaire et le papyrus expliquant son histoire. | 22 |
| 5        | Le Vol                  | -                    | Nadal a pris connaissance de la traduction de l'omoplate. Il comprend le parti qu'il peut en faire s'il réussit à ramener cela Napoléon. C'est une arme religieuse qui servira à déstabiliser les musulmans et à faire gagner ainsi la campagne d'Égypte rapidement. Le soir, Nadal vole l'ossuaire. Il est surpris par Desnouettes qui l'empêche. Nadal le tue et prend Smina en otage pour fuir. À l'extérieur, les Mamelouks arrêtent le siège. Ils montent sur le Caire pour participer à la Révolte du Caire.   | 31 |
| 6        | La fuite                | Octobre 1798         | Nadal fuit dans le désert avec sa prisonnière Smina. Durant la nuit, il fait un chaumard. Desnouette revient pour se venger. Il se réveille subitement, et surprise, Smina qui a réussi à se libérer menace de tuer Nadal. Nadal arrive à esquiver le coup fatal de Smina. Il décide de lui laisser la vie sauve. Il s'en va vers le Nil pour rejoindre les ruines de Thôt en souhaitant retrouver des survivants de son escorte.                                                                                    | 40 |
| 7        | Nuit de passion         | Octobre 1798         | Arriver un petit village au bord du Nil, en voyant un sabre porté par un des pêcheurs, il apprend que le reste de l'escorte est morte. Il décide de rentrer le lendemain au Caire. Durant la nuit, il se fait attaquer par Nabila venu reprendre l'omoplate. Cela se termine en nuit torride. | 44 |
| 8        | Révolte du Caire        | Octobre 1798         | Le lendemain, parvenant à manipuler Nabila, il l'entraine au Caire afin de divulguer le message du décalogue. Il arrive en pleine révolte au Caire. Il rejoint son bataillon pour prêter main-forte. On assiste à la mort du Général Dupuy (première victime de la révolte, fait véridique). Nabila, par accident se fait charger par les hussards qui la prennent pour une insurgée. Fou de rage, Nadal défie les siens et se fait mutiler.                                                                         | 47 |
| 9        | la retraite de Napoléon | Novembre 1789        | Un mois plus tard, après la révolte du Caire, l'armée française est repliée à Alexandrie, attendant le bon moment pour échapper à la flotte de Nelson. On y retrouve Nadal, défiguré, qui a perdu la raison sur une frégate qui ramène en France les artefacts de son expédition scientifique (momies). Un scientifique veut voir les objets que Nadal possède. Nadal rentre en folie. Il est assommé. |    |
| Épilogue | -                       | Novembre 1789        | Ultime clin d'œil, sur le bateau qui quitte l'Égypte et ramène Nadal en France, un marin ramasse l'omoplate et la jette à l'eau, où elle va reposer sur les vestiges engloutis du phare d'Alexandrie. |    |

## Autour de l'épisode

### Contexte et références historiques
L'album a pour cadre historique la campagne d'Égypte sous Bonaparte. Il se termine sur la révolte du Caire, réprimée par les troupes françaises. Les références historiques principales sont les suivantes : 
- bataille de Lonato (p 4) : Le Général Dupuy mentionne avec fierté que le Capitaine Nadal a participé à cette bataille qui a repoussé les Autrichiens.
- Omoplate de chameau: Certains versets ou groupes de versets auraient été occasionnellement écrits sur des omoplates de chameaux ou des morceaux de cuir, par des croyants. Il s'agit de témoignages fragmentaires et rudimentaires de la notation[1]
- Bataille d'Aboukir (pg 5) :  Nadal y fait référence en mentionnant que le Borgne (Nelson) les a bloqués.   Le 1er et 2 août, la Navy anglaise trouve le repaire de l'armada française dans la rade d'Aboukir.  Le Général Nelson coulera la grande majorité de la flotte française, bloquant ceux-ci en Égypte.
- Campagne d'Égypte (p 5) : Desnouettes mentionne que l'un des objectifs est l'étude scientifique.  L'objectif de cette campagne militaire est de bloquer la route des Indes à la Grande-Bretagne, puissances hostile à la France révolutionnaire. Elle se double d'une expédition scientifique, de nombreux historiens, botanistes, dessinateurs accompagnant l'armée afin de redécouvrir les richesses de l'Égypte. Desnouettes symbolise cet aspect.
- Mousquet (p 11) :  Nadal enjoint son escorte d'utiliser leurs fusils. Selon Wikipédia,  l'armée française abandonne le mousquet en 1700 avec l'apparition du fusil à silex à âme lisse.  Serait plus des fusils Charleville 1777?
- Fourtiquet (p 13) :  personnage insignifiant.
- Révolte du Caire (p7): Nadal mentionne que le Général Dupuy craint une révolte sur la capitale.
- Moulins à vent (p18 - 19) :  Lors de la fuite, Capitaine Nadal et son petit groupe passe la nuit dans un moulin à vent.  Les moulins à vent sont apparus d'abord au Moyen Orient et dans l'Égypte ancienne avant d'être mis en place en Europe (sources).
- Alliance entre les Britanniques et les Turcs pour combattre l'armée française. pg 53
- Directoire :  Gouvernement de la Révolution de 1795 à 1799

### Personnages historiques
- Général Dupuy:  C'est lui qui à gestion du Caire.  Il est chef de brigade (Brigade Dupuy).  Lors de la révolte du Caire, il sera la première victime des insurgés (p49)
- Maximilien Caffarelli:  a tenu un rôle primordial dans la préparation de l’expédition, va donner en Égypte toute la mesure de son talent : améliorer la protection du Caire, faciliter la liaison entre Alexandrie et le Nil, participer à la création de l’Institut d’Égypte  (pg 48).
- Horatio Nelson (p 5): Contre-amiral de la Navy britannique.  Nadal fait référence de lui en parlant du Borgne et de la bataille d'Aboukir.
- Mameluk (p7): Le guide mentionne que dans le Sud non pacifié,  les mamelouks regorgent.
- Ibrahim Bey (mamelouk) (p41):  Un pêcheur du Nil mentionne que les Mamelouks d'Ibrahim ont tué son escorte.

### Lieux mentionnés
- Mosquée Al-Azhar (p 01):  Desnouettes peint le Caire avec le minaret de la Mosquée Al-Azhar. Lors de la révolte du Caire en octobre 1798, Napoléon  exterminera les rebellés dans cette mosquée.
- Kôm Ombo - Haute Égypte (p 4):  Région connue pour abriter l'un des temples égyptiens les mieux conservés, le temple de Sobek et Haroëris.  .
- Labyrinthe de Thot (p 4 -5):  Région fictive où vivraient les vrais croyants.  Elle daterait du VIIe siècle.
- Région du Fayoum (p5) : Le Général Dupuy mentionne qu’au-delà cette région, la région n'est plus sous le contrôle des Français.
- secteur d'Al Qusiya (p6):  L'escorte de Nadal traverse cette région.
- Nil (p 6) : Le fleuve Nil est tout le long du livre.
- Zuiderzee (p7):  Desnouettes, en se baignant dans les eaux chaudes du Nil, fait référence à cet ancien golfe en Hollande.
- Karnak (p 8): Site archéologique proche de Luxor. Durant le voyage vers le Sud, Desnouettes et Nadal passent par les ruines des temples du Karnac.
- Kom-Ombo (12):  Attaquée en plein désert, l'escorte de Desnouettes se réfugie dans les ruines du temple de SOBEK de Kom-Ombo.
- Al Walid (p14): Endroit le long du Nil ou l'escorte peut prendre un traversier à 5 km du temple de Sobek
- Louxor (p 15):  L'escorte du Capitaine Nadal, encerclé dans les ruines de Thôt tente de rejoindre Louxor.
- Labyrinthe de Thôt (p20 à 27):  Sans le savoir, l'escorte de Capitaine Nadal se dirige vers ce lieu.  C'est un dédale tabou qui abriterait une ancienne nécropole.
- Faubourg du Boulaq (p 47):

### Termes en arabe
- al hamdu lilliah (p 8): Al Hamdulillah: Dieu merci
- yâ rabbî (p 8 - 10): Mon dieu
- bismi allah ar-Rahim (p 8): Dieu entend le miséricordieux
- Yala (p 12): Se dépêcher
- Roumi (p 16): Nom par lequel les musulmans désignent un chrétien, un Européen.
- Houri (pg24):  Le cpt Nadal, dans son délire voit des femmes et pense qu'il est au paradis: Vierges qui sont promises à tout bon musulman après sa mort.
- Djinns (p 25): Desnouettes mentionne que la cité de Thôt bénéfice de la protection des Djinns.  Ce sont des créatures surnaturelles issue de la croyance dans le Coran.
- Smina:  Viendrait de Yasmina
- Nabila: Le prénom Nabila est la forme féminine de Nabil. Il vient du terme nabala, qui veut dire "grandeur d'âme" en arabe.
- Felouque (p 40): sorte de petit bateau naviguant sur le Nil.

## Publications en français

### Albums
- Glénat, 2003  (ISBN 2-7234-3572-5)

### Documentation
- Fabien Tillon, « Ta sourate se dilate ! », BoDoï, no 59,‎ janvier 2003, p. 19.